# Ghoulies
Série
Ghoulies 2
(1987)
Pour plus de détails, voir Fiche technique et Distribution.
Ghoulies ou Les Goules au Québec est un film américain réalisé par Luca Bercovici (en), sorti en 1985.

## Synopsis
Jonathan et son amie Rebecca emménagent dans la vaste demeure que le jeune homme vient d'avoir en héritage. La maison appartenait à son père mais Jonathan ne l'a pas connu. En inspectant la bibliothèque, Jonathan découvre de nombreux livres de magie noire. Au cours d'une soirée, Jonathan pratique un rite d'initiation sans succès apparemment. Il devient de plus en plus accro à ces pratiques et suit avec méthode les instructions des livres. Bientôt, il parvient à faire surgir de petites créatures démoniaques et acquiert de plus en plus de puissance...

## Fiche technique
- Titre : Ghoulies
- Réalisation : Luca Bercovici (en)
- Scénario : Luca Bercovici (en) et Jefery Levy
- Production : Charles Band, Debra Dion et Jefery Levy
- Société de production : Empire Pictures
- Budget : 1 million de dollars (734 000 euros)
- Musique : Richard Band et Shirley Walker
- Photographie : Mac Ahlberg
- Montage : Ted Nicolaou (en)
- Décors : Wayne Springfield
- Costumes : Kathie Clark
- Pays de production : États-Unis
- Format : Couleurs - 1,85:1 - Mono - 35 mm
- Genre : Comédie horrifique et fantastique
- Durée : 81 minutes
- Date de sortie : 2 mars 1985 (États-Unis)

## Distribution
- Peter Liapis : Jonathan Graves
- Lisa Pelikan : Rebecca
- Michael Des Barres : Malcolm Graves
- Jack Nance : Wolfgang
- Peter Risch : Grizzel
- Tamara De Treaux : Greedigut
- Scott Thomson : Mike
- Ralph Seymour (en) : Mark
- Mariska Hargitay : Donna
- Keith Joe Dick : Dick
- David Dayan : Eddie
- Victoria Catlin (en) : Anastasia
- Charene Cathleen : Robin
- Bobbie Bresee : Temptress
- Jamie Bronow : Jonathan Graves enfant

## Autour du film
- Le projet, qui débuta en 1983 sous le titre Beasties, devait être réalisé par Charles Band (qui occupe finalement le poste de producteur), avec le spécialiste des effets spéciaux Stan Winston pour la conception des créatures.
- Ghoulies est le premier film de l'actrice Mariska Hargitay.
- L'acteur Jeffrey Combs avait auditionné pour le rôle de Jonathan Graves.

## Bande originale
- Dancing With A Monster, interprété par Fela Johnson
- Surrender, interprété par Fela Johnson